# Delphinium bulleyanum
Delphinium bulleyanum är en ranunkelväxtart som beskrevs av George Forrest och Friedrich Ludwig Diels. Delphinium bulleyanum ingår i släktet storriddarsporrar, och familjen ranunkelväxter. Utöver nominatformen finns också underarten D. b. leiogynum.